# Satomi (Klan)

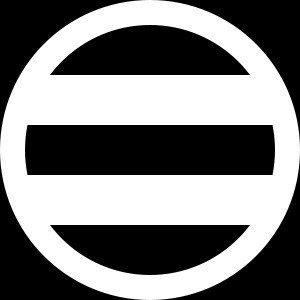
Wappen der Satomi

Die Satomi (japanisch 里見氏, Satomi-shi) waren eine Familie des japanischen Schwertadels (Buke), die sich von Nitta Yoshishige († 1202) und damit von den Seiwa Genji ableitete.
Bekannt ist die Familie aus Kyokutei Bakins vielfach adaptierten Epos Nansō Satomi Hakkenden.

## Genealogie
- Yoshitoshi (義俊; 1137–1170), Sohn des Yoshishige, war der erste, der sich Satomi nannte, und zwar nach seinem Lehen, einem Dorf[A 1] im Landkreis Usui in der Provinz Kōzuke.
- Yoshizane (義実; 1417–1488), ein Nachkomme Yoshitoshis, zog von Kōzuke in die Provinz Awa und baute sich eine Burg in Shirahama.
- Yoshitaka (義堯; 1512–1574), Enkel Yoshizanes, folgte seinem Vater Sanetaka, der 1533 von seinem Neffen Yoshitoyo ermordet worden war. Er zog gegen den Mörder zu Felde, belagerte dessen Burg Inamura, eroberte sie, tötete Yoshitoyo und regierte so über die ganze Provinz Awa. Er selbst wurde 1538 in der Schlacht bei Kōnodai[A 2] zusammen mit Ashikaga Yoshiaki von Hōjō Ujitsuna besiegt, worauf ihn viele seiner Vasallen verließen. Einige Zeit später gelang es ihm jedoch, die Burg Shiizu[A 3] zu erobern, die Takeda Nobumasa gehörte. Danach nahm er den Kampf gegen die Hōjō wieder auf, die er in verschiedenen Schlachten besiegte. Dann aber stellten sich Samurai aus den Provinzen Musashi, Sagami, Kazusa und Shimousa gegen ihn. Yoshitaka baute sich eine Burg in Kururi und lebte dort. Seine Burg Tateyama überließ er seinem Sohn Yoshihiro.
- Yoshihiro (義弘; 1530–1578), Yoshitakas Sohn, wurde 1564 bei Kōnodai von Hōjō Ujiyasu geschlagen und floh nach Kazusa. 1567 kehrte er zurück und vertrieb die Armee der Hōjō, die Kururi belagert hatte.
- Yoshiyori (義頼; 1555–1586), Yoshitakas Sohn, setzte den Kampf gegen die Hōjō fort, die 1581 in Kazusa und Awa einmarschiert waren.
- Yoshiyasu (義康; 1573–1603), Yoshiyoris Sohn, nahm an Toyotomi Hideyoshis Feldzug gegen Odawara teil, aber verlor Kazusa und Shimousa. Sein Besitz wurde auf Awa mit einem Einkommen von 92.000 Koku reduziert. Im Jahr 1600 schloss er sich Tokugawa Ieyasu an, worauf sein Einkommen auf 120.000 Koku erhöht wurde.
- Tadayoshi (忠義; 1594–1622) wurde wegen seiner Verwicklung in das Ōkubo-Komplott[A 4] 1614 abgesetzt. Auf Grund der Bitten seiner Samurai erhielt er die Burg Kurayoshi in der Provinz Hōki mit 40.000 Koku. Da er keine Nachkommen hatte, erlosch diese Linie.